# Antti Miettinen
Antti Markus Miettinen (ur. 3 lipca 1980 w Hämeenlinna) – fiński hokeista, reprezentant Finlandii.

## Kariera
- HPK U16 (1995–1996)
- HPK U18 (1996–1998)
- HPK U20 (1998–2000)
  -  FPS (1999)
- HPK (1998–2003)
- Dallas Stars (2003–2004)
  -  Utah Grizzlies (2003–2004)
- Hamilton Bulldogs (2004–2005)
- Dallas Stars (2005–2008)
- Minnesota Wild (2008–2010)
- Ak Bars Kazań (2011)
- Winnipeg Jets (2012–2013)
  -  HPK (2012–2013)
- Fribourg-Gottéron (2013–2014)
- Eisbären Berlin (2014–2015)
- HPK (2015-2016)

Od grudnia 2011 zawodnik Winnipeg Jets. Od listopada 2012 do stycznia 2013 na okres lokautu w sezonie NHL (2012/2013) związany kontraktem z macierzystym klubem HPK. Od lipca 2013 zawodnik Fribourg-Gottéron. Od września 2014 do marca 2015 zawodnik Eisbären Berlin. Od maja 2015 ponownie zawodnik macierzystego HPK. Pod koniec kwietnia 2016 zakończył karierę zawodniczą i został asystentem trenera HPK.
Uczestniczył w turniejach mistrzostw świata 2002, 2003, 2006, 2007, 2009, 2010 oraz zimowych igrzysk olimpijskich 2010.

## Sukcesy
Reprezentacyjne
- Srebrny medal mistrzostw świata: 2007
- Brązowy medal igrzysk olimpijskich: 2010
- Brązowy medal mistrzostw świata: 2010

Klubowe
- Brązowy medal mistrzostw Finlandii: 1999, 2000, 2002, 2003 z HPK

Indywidualne
- SM-liiga 2002/2003
  - Najlepszy zawodnik miesiąca – grudzień 2002
  - Trofeum Lassego Oksanena – najlepszy zawodnik w sezonie zasadniczym
  - Kultainen kypärä (Złoty Kask) – najlepszy zawodnik (w głosowaniu graczy ligi)